# Wincenty Granowski
Wincenty Granowski (również jako Wincenty z Granowa, Wincenty Pilecki) herbu  Leliwa (ur. ok. 1370, zm. pomiędzy 10 lipca a 9 grudnia 1410) – podstoli kaliski od 1386, kasztelan nakielski od 1387, starosta generalny Wielkopolski od 1409, starosta Śremu przed 1400 do 1406, dyplomata, znawca spraw krzyżackich, dowódca chorągwi w bitwie pod Grunwaldem, zarządca Torunia.
Pochodził z wpływowej rodziny. Brał udział w wielu poselstwach. Był właścicielem miasta Śrem z okolicami i wielu innych posiadłości. W 1409 był właścicielem Łańcuta i Ilkowic (powiat tarnowski).  
Jego pozycję na dworze królewskim umocniło zawarte przed 2 października 1397 małżeństwo z dwukrotną wdową Elżbietą Pilecką, siostrzenicą Spytka z Melsztyna i dziedziczką Ottona z Pilczy. Elżbieta wniosła w posagu Pilicę, a Wincenty zaczął się pisać Pileckim.  
Z tego związku pochodziło pięcioro dzieci:
- Jadwiga, która po 10 maja 1404 poślubiła Jana z Leksandrowic,
- Otton,
- Elżbieta, która w marcu 1418 poślubiła księcia opolskiego Bolka V,
- Jan, protoplasta rodu Pileckich herbu Leliwa, przodek królowej Barbary Radziwiłłówny,
- Ofka, która ok. 1423 poślubiła Jana z Jičina, pasierba swej matki.

Wincenty z poprzedniego małżeństwa miał czterech synów: Mikołaja, Andrzeja, Wawrzyńca i Blizbora.
Pomiędzy 10 lipca a 9 grudnia 1410 Wincenty Granowski zmarł, prawdopodobnie otruty. Wdowa po nim poślubiła w 1417 króla Polski Władysława Jagiełłę.